# Bejo
Borja Jimenez Mèrida (Tenerife, 14 de març de 1994), més conegut pel seu nom artístic de Bejo, és un prolífic cantant de rap, amb una imatge singular i que s'autoprodueix els seus videoclips.

## Trajectòria
El 2006 va començar a escriure i el 2014 amb Don Patricio i Uge va formar Locoplaya, grup nominat al Goya a la millor cançó original per «Nuestra playa eres tú» de la banda sonora de la pel·lícula Maktub.
El 2013 va debutar en solitari amb la maqueta Creo conformada per 14 cançons. L'any següent va publicar el seu segon treball en solitari, Fundamental, un EP compost per quatre temes. El 2016 amb Don Patricio presentaren l'EP Estepa. El juny de 2021 va publicar el disc Tripi Hapa de la mà del productor Cookin Soul.

## Discografia

### Àlbums
- Hipi Hapa Vacilanduki (2017)[3]
- Parafernalio (2018)[4]
- Chachichacho (2020)
- Tripi Hapa (2021)

### Senzills
- Con mucho gusto (2020) (amb Vicco i Choclock)